# Istituto centrale per il catalogo unico delle biblioteche italiane e per le informazioni bibliografiche
O Istituto centrale per il catalogo unico delle biblioteche italiane e per lhe informazioni bibliografiche, mais conhecido pela sigla ICCU, (em português: «Instituto central para o catálogo unificado das bibliotecas italianas e da informação bibliográfica») é um organismo público italiano que tem o objectivo principal de coordenar, promover e gerir o catálogo e a rede do Serviço Nacional de Bibliotecas.
A ICCU relevou em 1975 ao preexistente Centro nazionale per il catalogo unico, instituição que a sua vez tinha sido criada em 1951 para catalogar o património bibliográfico nacional.
O instituto promove e elabora para todo o território nacional programas, estudos e iniciativas científicas de catalogação, inventário e digitalização do património bibliográfico e documentário que se conserva nas bibliotecas pertencentes ao estado e a outras entidades públicas e privadas italianas. Também desempenha uma função de coordenação em relação com as autoridades locais no âmbito de documentação, valorização e difusão do património cultural que possuem as bibliotecas com o propósito de definir um sistema nacional de serviços.

## Actividades e funções
O ICCU desenvolve as actividades e cumpre as funções seguintes:
- Coordena, promove e gere o catálogo e a rede do Serviço Nacional de Bibliotecas, organiza os serviços de serviços interbiblibliotecário e emite documentos.
- Coordena, promove e gere os #banco# de dados nacionais relacionadas com o registro de manuscritos e de sua bibliografia, o registro e bibliografia do livro antigo, e a inscrição nas bibliotecas italianas.
- Gere os procedimentos conforme ao Serviço Nacional de Bibliotecas do aplicativo da gestão das bibliotecas.
- Promove e coordena o desenvolvimento das regulações nacionais e promove normas e regulares internacionais, garantindo a uniformidade do catálogo e a produção de ferramentas de controle bibliográfico.
- Desde o ano 2009 é a Agência Nacional de Itália para a atribuição do código de ISIL, da qual a realizado a tradução.[1][2][3]
- Participa a nível internacional na produção e actualização de normas e formatos bibliográficos.
- Promove e coordenar o desenvolvimento de normas e directrizes relativas à digitalização do património bibliográfico e documentário, nos aspectos referidos ao arquivo,  gestão,  conservação e  acesso aos recursos digitais.
- Coordena o rastreamento de projectos de digitalização e é responsável pela publicação e uso dos recursos digitais, integrando com o catálogo SBN.
- Coordena o portal Internet Culturale.
- Organiza as actividades de formação nas diferentes áreas, elaborando de programas didácticos tradicionais e de aprendizagem a distância;
- Participa em projectos internacionais no campo da difusão de informação e  digitalização, tais como CERL, DPE, Michael, TEL e Europeana.
- Desenvolve actividade editorial.

As actividades, linhas directrizes técnicas e de investigação promovem-se e executam de conformidade com as direcções gerais do Ministério de Património e Cultura e a Direzione generale per i beni librari (Direcção Geral de Bibliotecas), os institutos culturais e de direitos de autor.